# Longford (Tasmania)
Longford – miasto w Australii, na Tasmanii.